# مارينا مول (الكويت)
يعتبر مجمع المارينا مول (بالإنجليزية: Marina Mall)‏ من المعالم البارزة في دولة الكويت يقع على ضفاف الخليج العربي في منطقة السالمية، بالقرب من ماركس أند سبنسير. يضم المشروع: مجمع تجاري، فندق، إذاعة، جسر معلق للمشاة ومرسى سفن.

## المشروع
في ديسمبر 2002 تم الافتتاح الرسمي للمارينا باعتباره أضخم مشروع تجاري سياحي في تلك الفترة من ناحية التكلفة المالية الاجمالية والمساحة الكلية للمشروع.
تعتبر شركة العقارات المتحدة (المملوكة من قبل الشيخ حمد صباح الأحمد الصباح وعدد آخر من أبناء الاسرة الحاكمة والمساهمين) بتنفيذ المشروع، كما تعتبر المالك الرسمي للمشروع حتى الآن. ومن الجدير بالذكر بإنه قد تم تنفيذ جزء من المشروع بحسب عقد مبرم مع الحكومة الكويتية باستغلال اراضيها لتنفيذ وتشغيل المشروع. وهو نظام اقتصادي يعرف باسم بي أو تي (بالإنجليزية: Build-Operate-Transfer)‏.

### الهندسة المعمارية

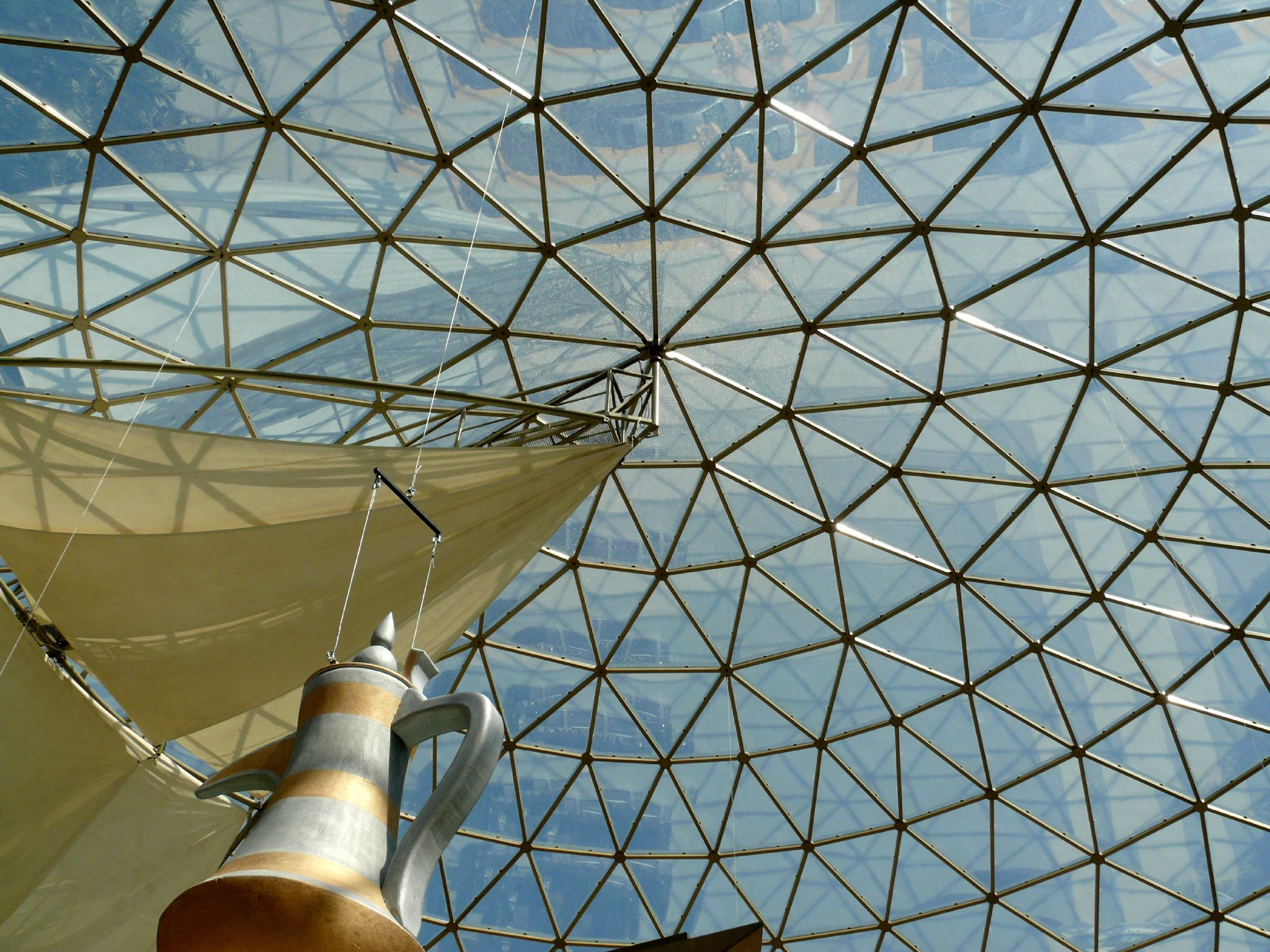
القبة الزجاجية في المارينا مول

يمتاز التصميم المعماري للمشروع بحداثة طرازه وتناسقه الفائق الجمال، من بعض تلك اللمسات المعمارية الخلابة في المشروع :
- قبة زجاجية ضخمة: تتوسط المجمع التجاري وتحاذيها مظلة معلقة في سقف القبة تتحرك حسب حركة الشمس لتخفف من حدة الضوء.
- جسر زجاجي معلق للمشاة: تم تشييده فوق شارع الخليج العربي ليربط بين المجمع التجاري مارينا مول والجزء المطل على البحر من المشروع مارينا كريسنت، ويعتبر أول جسر معلق للمشاة في مجمع تجاري في الكويت.
- نافورة مائية: تقع في وسط المجمع التجاري، تمتاز بتصميمها الزجاجي الغريب.

كما تم توزيع عدد كبير من النخيل بشكل متفرق في أنحاء المجمع التجاري، مما اضفى على المكان طابع مميز خاص به.

## مارينا مول
يقع المجمع التجاري (مارينا مول) في منطقة السالمية على الجهة البرية الموازية لشارع الخليج العربي، يضم المجمع العديد من المحلات للمركات العالمية والمطاعم الفاخرة. منها :
- المتاجر الضخمة:
  - ذ ون (مغلق)
  - شوبارد
  - إلكترونيات الغانم
  - فيرجين ميغاستورز (مغلق)
  - ديكاثلون
  - زارا
  - ريفر ايلاند
  - فكتوريا سيكريت
  - إتش أند أم
  - إمريكان إيجل أوتفترز
  - إتام
  - بيرشكا
  - بول آند بر
  - ستراديفاريوس
  - مينيسو
  - فوت لوكر
  - الطرف الاغر
  - أطياب المرشود
  - الشايع للعطور

- المطاعم:
  - لي نوتر
  - ماكدونالدز
  - برجر كنج
  - صب واي (مغلق)
  - دجاج كنتاكي
  - مغل محل
  - جوليبي
  - ونديز
  - فينجر سوشي
  - أبو جاسم
  - كوردو
  - باستامانيا
  - يم يم تري
  - دومينوز بيتزا (مغلق)
  - كبابجي (مغلق)
  - بوبايز (مغلق)
  - قصر حلو عبد الرحمن الحلاب
- المقاهي:
  - ستاربكس
  - بول
  - سينابون

كما يحتوى المجمع على ثلاث قاعات سينمائية تابعة لشركة السينما الكويتية الوطنية (سينسكيب).

## مارينا كريسنت

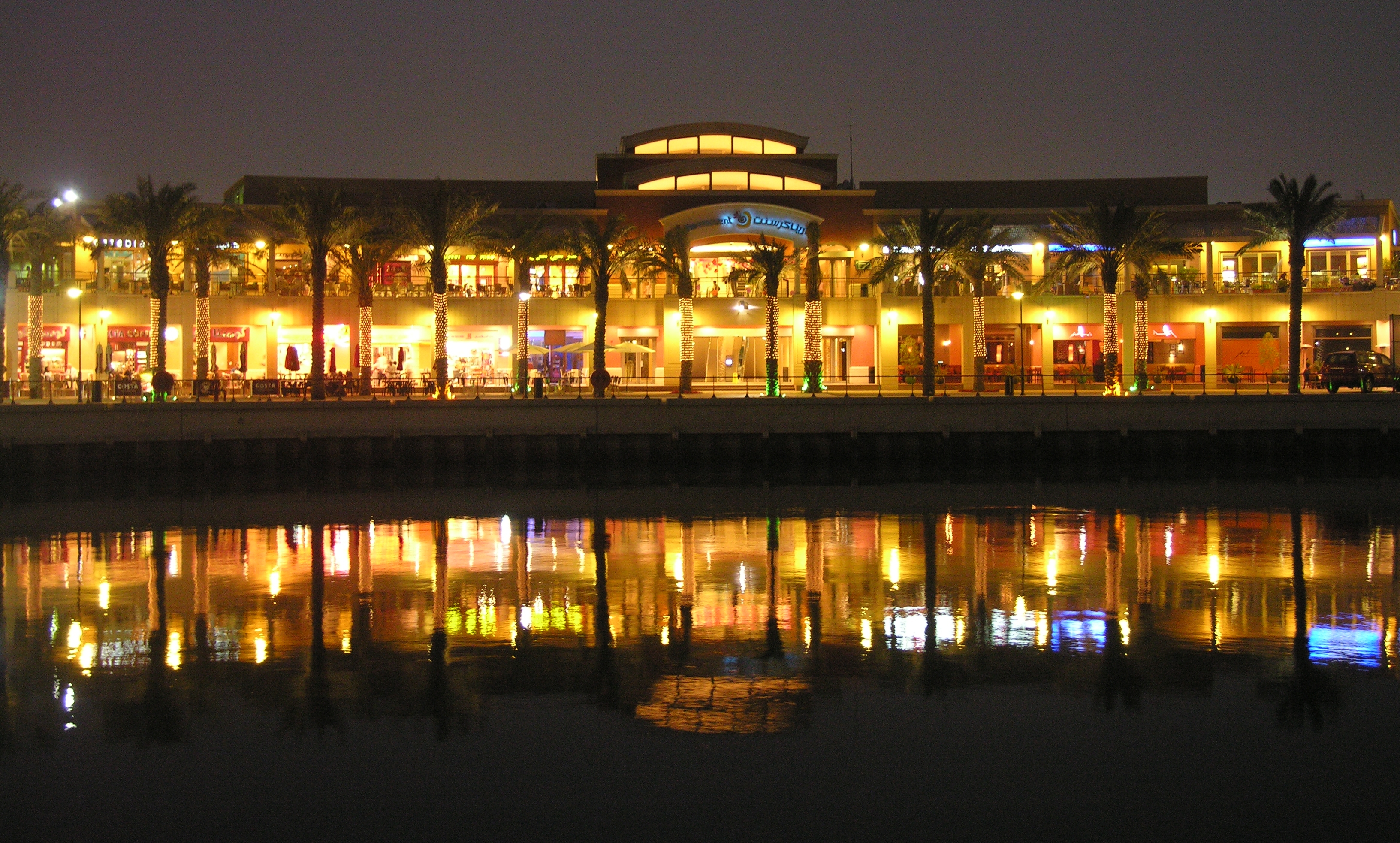
منظر لمارينا كريسنت مساءً

مارينا كريسنت (بالإنجليزية: Marina Crescent)‏ هو الجزء المحاذي للخليج العربي، ويطل على منظر جميل لفندق ومرسى المارينا. وقد تم افتتاحه ضمن المرحلة الثانية للمشروع. وهو عبارة عن مبنى تم بناءه بطول 3,300 متر  وهو مخصص للمطاعم والمقاهي العالمية والمحلية. مثل :
- المطاعم:
  - تي جي آي فرايديز
  - جوني روكيتس
  - بيتزا اكسبرس
  - زعتر وزيت
  - ناندوز
  - مسحب (مغلق)
  - ماي أو ماي (مغلق)
  - آشاز (مغلق)
- المقاهي:
  - ستاربكس
  - كافيه بلان
  - تشي تشي
  - كوستا كوفي
  - كاريبو كوفي
  - تشوكليت بار
  - نستله تول هاوس كافيه (مغلق)
  - ديب ان ديب

## فندق سفير مارينا
وهو فندق 5 نجوم، يطل على بحر الخليج العربي من جهة وعلى مارينا كريسنت ومرسى السفن من الجهة الأخرى. ويتولى فندق سفير ادارته والاشراف الكامل عليه.
يحتوي الفندق على 91 غرفة، نادي صحي، ملاعب لكرة التنس والرياضات الأخرى.

## إذاعة المارينا
يقع استيديو إذاعة مارينا اف ام في قلب المجمع التجاري المارينا مول.

## الموقع الرسمي
- مارينا مول
- فندق المارينا مول
- إذاعة مارينا أف أم